# Horodok, tỉnh Lviv
Horodok (tiếng Ukraina: Городок) là một thành phố của Ukraina. Thành phố này thuộc tỉnh Lviv. Thành phố này có diện tích 30 km2, dân số theo điều tra dân số năm 2022 là 16085 người.